# Alegoria Madrytu
Alegoria Madrytu (hiszp. Alegoría de la villa de Madrid) – obraz olejny hiszpańskiego malarza Francisca Goi (1746–1828) eksponowany w Muzeum Historii Madrytu. Obraz przedstawiający alegorię miasta został zamówiony jako portret Józefa I Bonapartego. Powstał w czasie francuskiej okupacji oraz częstych zmian władzy i ustroju w Hiszpanii. Sztuka uległa polityce – medalion zawierający podobiznę króla został kilkakrotnie zmodyfikowany tak, aby pasował do politycznej sytuacji danej chwili. Od portretu króla najeźdźcy, poprzez gloryfikację liberalnej konstytucji, ostatecznie obraz oddaje hołd ludowemu powstaniu mieszkańców Madrytu przeciwko francuskim okupantom.

## Okoliczności powstania
W latach 1808–1814 trwała wojna na Półwyspie Iberyjskim toczona przeciwko Napoleonowi. Król Karol IV i królowa Maria Ludwika zostali zatrzymani we Francji i zmuszeni do abdykacji, a ich miejsce na tronie zajął Józef Bonaparte. Hiszpanie nie zaakceptowali narzuconego władcy; w 1808 w Madrycie wybuchło krwawo stłumione powstanie Dos de Mayo. Goya był w tym okresie wziętym malarzem o ustalonej renomie wśród arystokracji, a przede wszystkim nadwornym malarzem Burbonów. Jego oświeceniowe poglądy zbliżały go do ideologii rewolucyjnej Francji, którą reprezentował Józef I. Jednak wpływ konfliktu zbrojnego na hiszpańskie społeczeństwo wywołał u niego wewnętrzny konflikt pomiędzy spełnionym marzeniem o liberalnej Hiszpanii a rzeczywistością wojennej przemocy. W 1808 złożył przysięgę wierności Józefowi Bonapartemu, aby zachować stanowisko, ale ostatecznie opowiedział się po stronie rodaków.
W 1809 rada miasta Madrytu złożona ze zwolenników Francji (tzw. afrancesados) zamówiła portret króla Józefa I. Tadeo Bravo de Rivero radny miasta oraz bliski przyjaciel i entuzjasta Goi, zlecił mu namalowanie obrazu w lutym 1810. Bravo de Rivero poinformował władze miasta, że artysta miał otrzymać nie mniej niż 15 000 reali de vellón, odpowiednio do skali dzieła. Goya w czasie wojny przez pięć lat nie pobierał pensji nadwornego malarza (50 tys. reali rocznie), być może przyjął intratne zamówienie ze względów finansowych. Istotny był także fakt, że nie musiał spotkać się z królem osobiście, gdyż w styczniu 1810 Józef I wyjechał z dworem do Andaluzji i nie mógł pozować malarzowi. Goya chciał uniknąć podejrzeń o kolaborację z wrogiem. Miał do dyspozycji jedynie wykonaną w Rzymie rycinę z profilem nowego króla dostarczoną przez Bravo de Rivero, dlatego nie zaryzykował wielkoformatowego portretu. Brak dostępnego wzoru doprowadził go do inteligentnego rozwiązania kompozycji z alegorią miasta w roli głównej, a profilem Józefa w mniejszym medalionie.

## Opis obrazu
Goya przedstawił alegorię Madrytu jako kobietę o klasycznej urodzie. Jasne kręcone włosy okalają jej twarz o harmonijnych proporcjach, a głowę zdobi korona. Ma na sobie białą tunikę wykończoną pozłacanym wzorem oraz różowawy płaszcz. Ciepły kolor płaszcza wyróżnia ją w kompozycji opartej na zimnych i szarawych barwach oraz wśród pozostałych postaci, dla których artysta wybrał kolor niebieski. Opiera się o godło Madrytu – ukoronowaną tarczę herbową z niedźwiedziem, zjadającym owoce z drzewa poziomkowego, otoczoną niebieskim owalem z siedmioma gwiazdami. Godło spoczywa na bladoniebieskiej atłasowej poduszce ze złotymi galonami i chwostami. Kobieta spogląda wprost na widza i wskazuje na majestatyczny marmurowy owal w pozłacanej ramie, na którym artysta pierwotnie namalował twarz Józefa I, a obecnie widnieje napis „Dos de Mayo” (Drugi maja). Dwoje uskrzydlonych geniuszy podtrzymuje portret monarchy. Nad nim unoszą się postaci reprezentujące sławę i zwycięstwo ze swoimi atrybutami: trąbką i wieńcem laurowym. Kompozycję dopełnia postać białego psa, symbol wierności, który dyskretnie kryje się za kobietą uosabiającą Madryt.
Alegorie nie były częstym tematem w twórczości Goi, zarówno Madryt, jak i Hiszpania, Czas i Historia zostały namalowane w stylu neoklasycznym. Malarz unikał odniesień do tradycji narodowych i odwołał się do bardziej uniwersalnego barokowego języka klasycznego, aby obraz mógł się dostosować do zmieniającej się sytuacji politycznej. Nie zabrakło jednak typowych dla Goi szybkich pociągnięć pędzlem i złotego światła spływającego na postaci. Goya zastosował żywe kolory. Perspektywę uzyskał poprzez rozmieszczenie postaci w różnych płaszczyznach, efekt jest wzmocniony przez geometryczny wzór dywanu.

## Modyfikacje
Po zwycięstwie księcia Wellingtona w bitwie pod Salamanką w lipcu 1812 Józef I opuścił Madryt. Goya pośpiesznie zamalował jego podobiznę w medalionie hasłem „konstytucja”, na cześć pierwszej hiszpańskiej konstytucji uchwalonej przez Kortezy w marcu 1812. Kiedy w listopadzie tego samego roku Józef wrócił do miasta, na zlecenie Goi jego uczeń Felipe Abás usunął hasło i przywrócił podobiznę Józefa. Goya informował o tym obrocie sprawy w liście do sekretarza stolicy. Ostateczne zwycięstwo nad Francuzami w czerwcu 1813 przyniosło kolejne zmiany w owalu. Dionisio Gómez, również uczeń Goi, przywrócił hasło „konstytucja”. Pod koniec tego samego roku Ferdynand VII Burbon wrócił do Hiszpanii i nakazał zniesienie konstytucji, dlatego Goya musiał zastąpić cenzurowane słowo portretem monarchy absolutnego. Podobizna nie była udana, prawdopodobnie dlatego, że zlecił ją jednemu ze współpracowników. W 1826, kiedy Goya przebywał na emigracji we Francji, nadworny malarz Vicente López został poproszony o namalowanie króla od nowa. W 1843, dziesięć lat po śmierci Ferdynanda VII, rada miasta Madrytu zadecydowała o zamalowaniu jego podobizny inskrypcją „Księga Konstytucji”. W 1872 próbowano odzyskać oryginalną pracę Goi, jednak nie było to możliwe. Burmistrz miasta markiz de Sardoal zaproponował hasło „Dos de Mayo” upamiętniające ludowe powstanie mieszkańców stolicy przeciwko Francuzom. W jego opinii to wydarzenie jako historyczny fakt nie podlegało zmiennym opiniom ludzi. Ostatniego przemalowania dokonał Vicente Palmaroli w 1873.

## Proweniencja
Obraz zamówiony przez radę miasta Madrytu zawsze pozostawał w rękach administracji miejskiej stolicy. Obecnie jest eksponowany w Muzeum Historii Madrytu.